# Dadullah
Mułła Dadullah lub Dadullah Achund (ur. 1966 w prowincji Uruzgan, zm. 12 maja 2007) – wojskowy przywódca afgańskich talibów, weteran wojny afgańskiej.
Od czasu odsunięcia od władzy talibów w 2001, po interwencji amerykańskiej w Afganistanie, kierował ich oddziałami partyzanckimi w kilku prowincjach kraju. Przypuszczalnie odpowiedzialny był za masakrę w miejscowości Jakawlang, gdzie zamordowano dwustu cywilów w styczniu 2001, oraz wymordowanie przedstawicieli Czerwonego Krzyża w Uruzganie w 2003. Sam chwalił się w wywiadach telewizyjnych swoimi dobrymi kontaktami z Usamą ibn Ladinem.
Przez długi czas był celem nr 1 dla wojsk amerykańskich. Odpowiadał za falę porwań cudzoziemców i ataków samobójczych na przedstawicieli NATO w latach 2006–2007. 5 marca 2007, na południu kraju, ludzie z oddziału Dadullaha uprowadzili włoskiego dziennikarza Daniele Mastrogiacomo, pracującego dla dziennika „La Repubblica”. Włocha wymieniono na 5 ludzi, wśród których znalazł się młodszy brat mułły, Bacht Mohammad.
Dadullah zginął 12 maja 2007, podczas operacji antyterrorystycznej wojska afgańskiego i sił NATO w prowincji Helmand. Informację tę podał rzecznik afgańskiego wywiadu Said Ansari oraz afgańskie Ministerstwo Spraw Wewnętrznych. Fakt śmierci mułły potwierdzili także przedstawiciele kontyngentu NATO w swoim specjalnym komunikacie. Informację o śmierci Dadullaha zdementowali jednak początkowo talibowie, twierdząc iż ich lider ma się dobrze i niebawem zaprezentują nagranie z jego głosem. Po pokazaniu ciała Dadullaha dziennikarzom przez władze lokalne talibowie zażądali wydania go rodzinie. 
Na następcę mułły Dadullaha Mohammad Omar wyznaczył Bachta Mohammada. 